# Ruisseau Lahitte
Le ruisseau Lahitte est un ruisseau qui traverse le département des Hautes-Pyrénées, dans la région Occitanie et un affluent gauche de l'Avezaguet dans le bassin versant de l'Adour.

## Géographie
D'une longueur de 5 kilomètres, il prend sa source sur la commune d'Avezac-Prat-Lahitte (Hautes-Pyrénées), à 640 mètres d'altitude.
Il coule du sud-est vers le nord-ouest, et conflue dans l'Avezaguet à Tilhouse, à 361 mètres d'altitude.

### Communes et département traversés
Dans le département des Hautes-Pyrénées, le ruisseau Lahitte traverse les deux communes suivantes, dans deux cantons, de l'amont vers l'aval, d'Avezac-Prat-Lahitte (source) et Tilhouse (confluence).
Soit en termes de cantons, le ruisseau Lahitte prend source dans le canton de Neste, Aure et Louron et conflue dans le canton de la Vallée de la Barousse, dans l'arrondissement de Bagnères-de-Bigorre.

### Affluents
Le ruisseau Lahitte a trois faibles affluents référencés, ces derniers mesurant près d'1 km chacun.

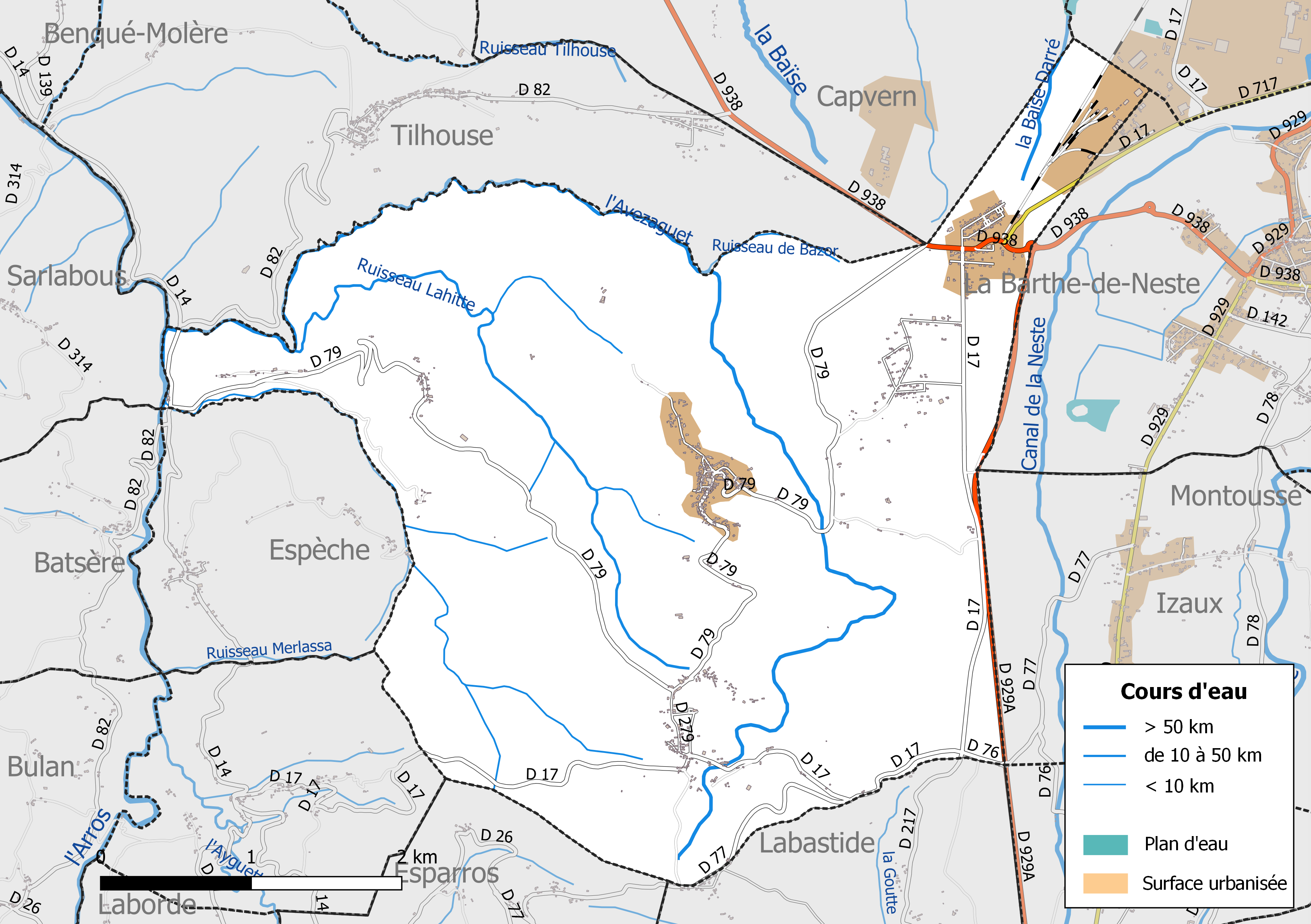
Carte hydrographique du ruisseau Lahitte sur le territoire de la commune d'Avezac-Prat-Lahitte : le ruisseau y prend sa source au niveau du village de Prat pour se jeter dans l'Avezaguet, sur la pointe Ouest de la commune. On voit aussi les trois faibles affluents.

## Hydrologie

### Bassin versant
Le ruisseau Lahitte traverse une seule zone hydrographique l'Arros de sa source au confluent du Lalherde (Q050) de 88 km2 de superficie. Ce bassin versant est constitué à 67,81 % de « forêts et milieux semi-naturels », à 31,46 % de « forêts et milieux semi-naturels », à 0,20 % de « forêts et milieux semi-naturels »[pas clair].

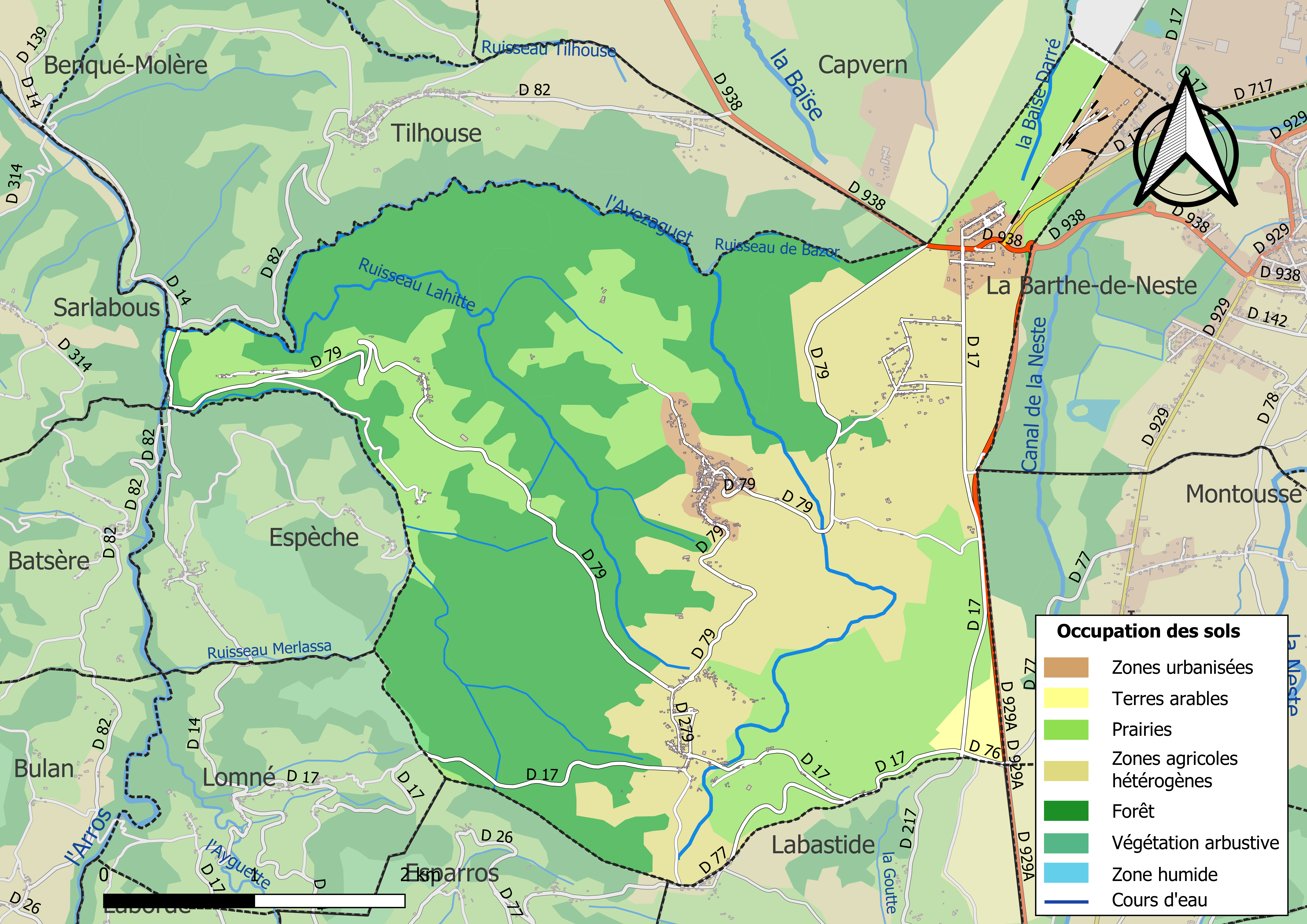
Carte de la couverture végétale du bassin versant sur la commune d'Avezac-Prat-Lahitte.

## Écologie

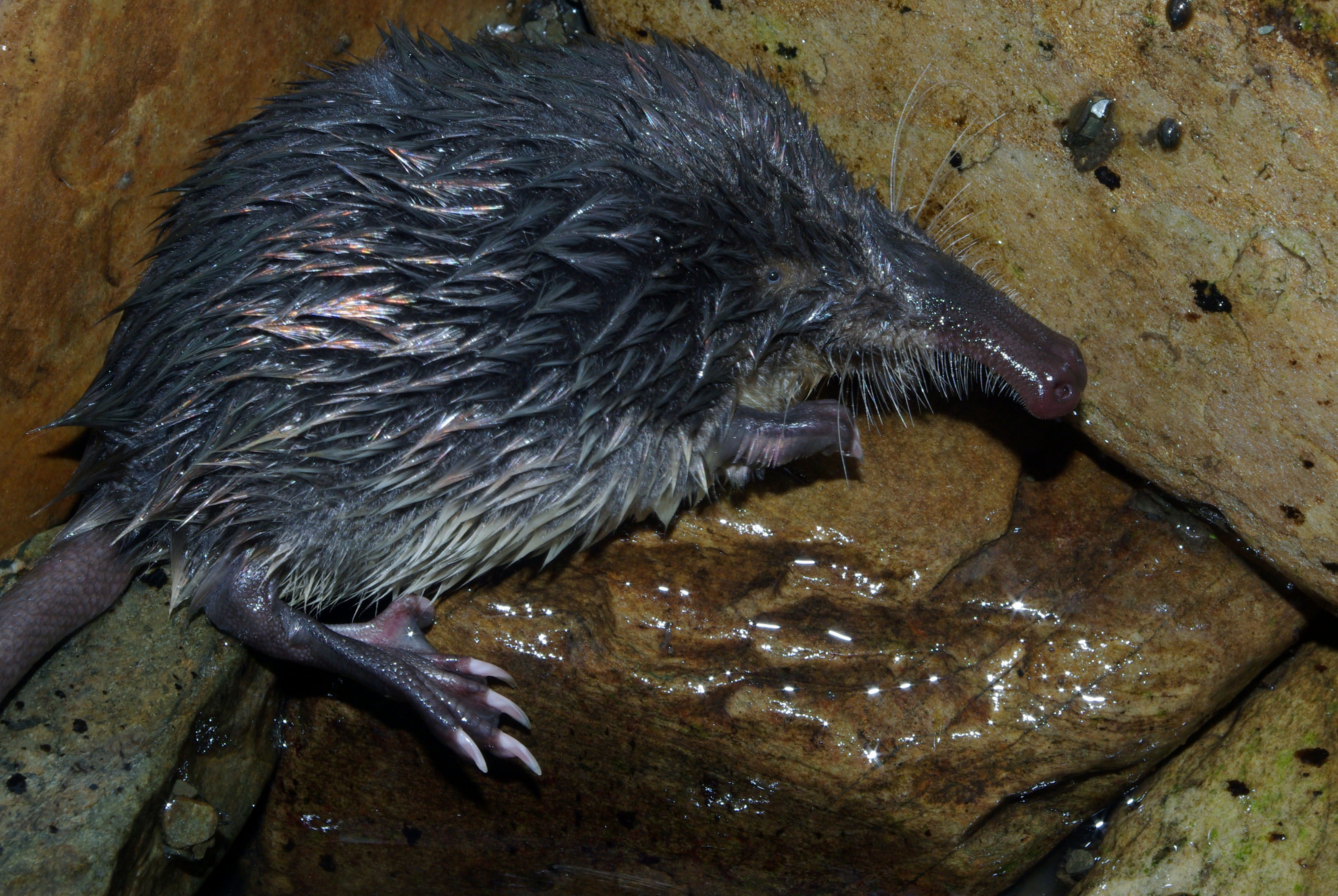
Le Desman des Pyrénées, ou Rat-trompette, est un enjeu majeur de la ZNIEFF « Réseau hydrographique des Baronnies ».

Deux ZNIEFF sont recensées autour du ruisseau Lahitte et de son bassin versant : une de type 1, le « Réseau hydrographique des Baronnies », et une de type 2, la « zone des Baronnies des Pyrénées ».
Le « Réseau hydrographique des Baronnies » comprend 5 m de part et d'autre du lit mineur des différents cours d’eau du bassin versant de l'Arros, et donc l'Avezaguet, le ruisseau de Lahitte et leurs affluents. Elle correspond notamment à l'habitat de deux espèces de mammifères semi-aquatiques : le Desman des Pyrénées et la Loutre d'Europe, mais aussi à la répartition d'autres enjeux faune-flore étroitement liés à la présence des ruisseaux. Le Desman des Pyrénées, petit mammifère semi-aquatique de la famille des talpidés, est particulièrement original dans tous les aspects de sa biologie. La présence potentielle de cette espèce très rare et endémique des Pyrénées et du quart nord-ouest de la péninsule ibérique, est exceptionnelle. Il constitue un des enjeux majeurs de cette ZNIEFF. Toutes les perturbations pouvant affecter le fonctionnement des cours d'eau et notamment le fonctionnement hydrologique sont préjudiciables à l'espèce.
La « zone des Baronnies des Pyrénées » s'étend sur l'ensemble des Baronnies, une entité bien définie constituée du haut bassin de l'Arros et présentant une superficie de 204 km2. Elle occupe tout le bassin versant du ruisseau Lahitte. Elle est l'habitat privilégié de nombreuses plantes endémiques, comme la Scrofulaire des Pyrénées (Scrophularia pyrenaica) ou l'Androsace hérissée (Androsace hirtella), toutes deux protégées au niveau national. Les grands complexes forestiers offrent un habitat privilégié pour la faune.

## Galerie d'images

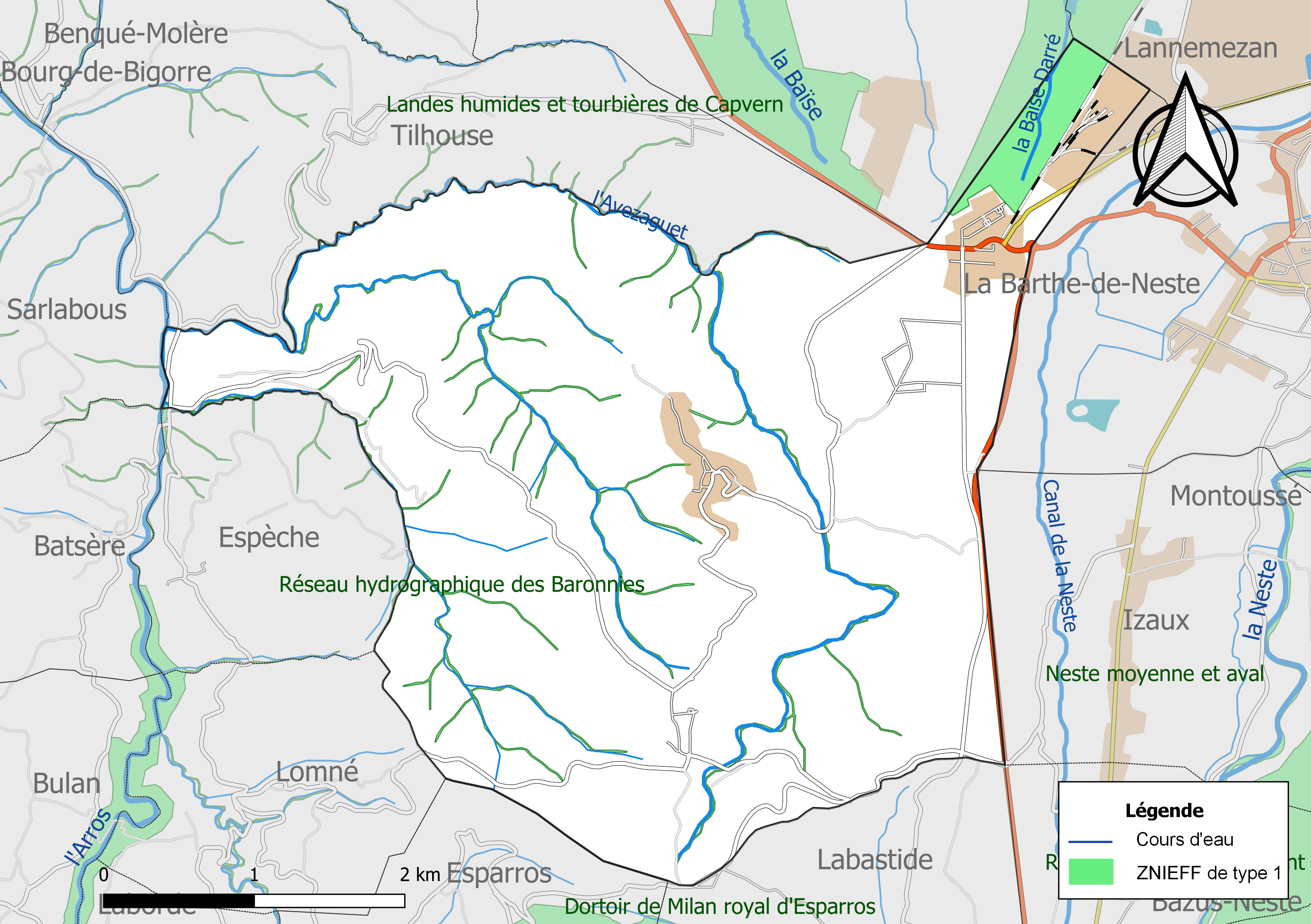
ZNIEFF de type 1, dont le « Réseau hydrographique des Baronnies ».
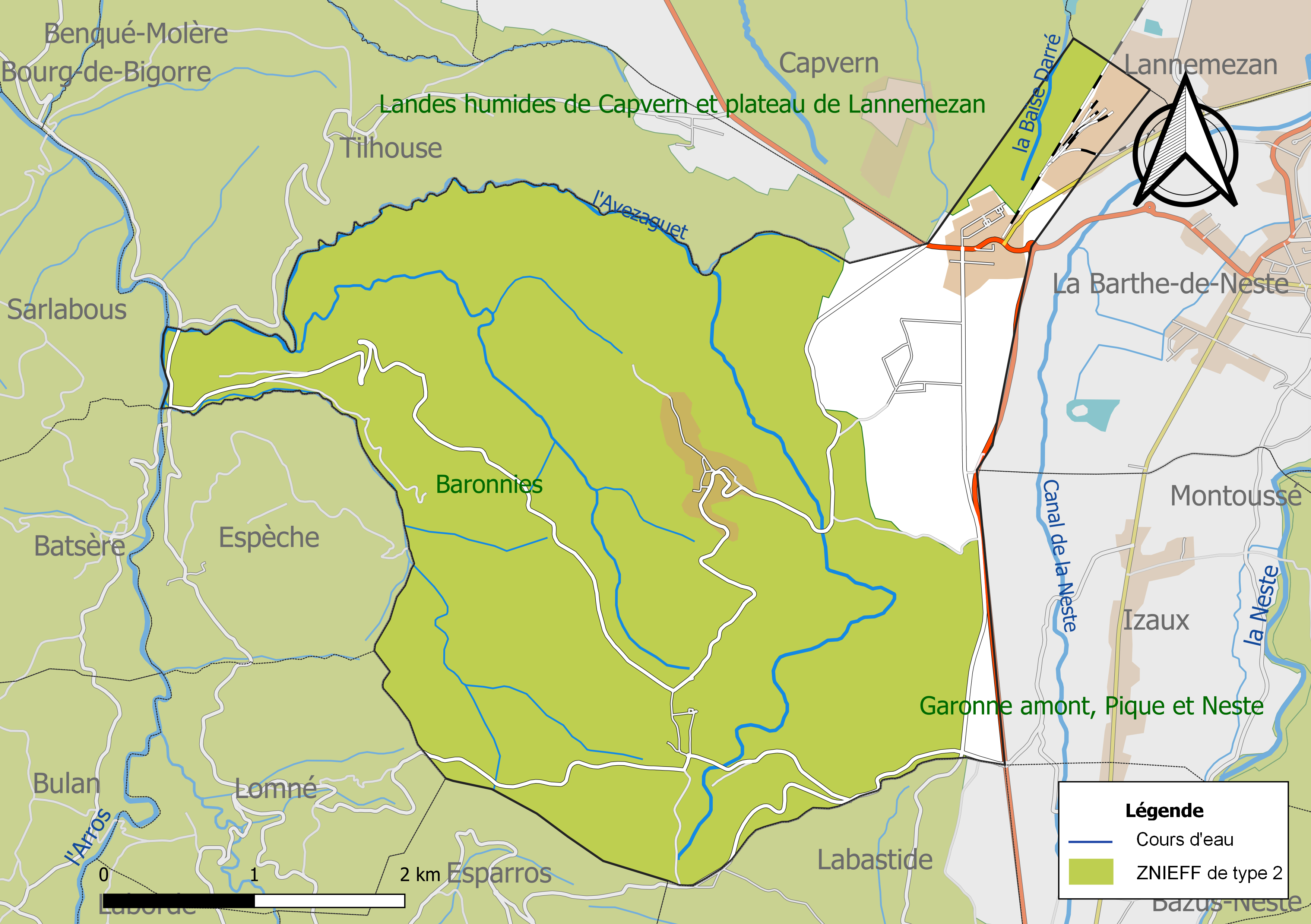
ZNIEFF de type 2, dont la « zone des Baronnies des Pyrénées » qui occupe tout le bassin versant du ruisseau Lahitte.